# 浉河区
浉河区是中华人民共和国河南省信阳市的市辖区。面积1783平方公里，总人口約64万人。區人民政府駐湖東街道。

## 行政区划
现辖9个街道、5个镇、4个乡：
老城街道、民权街道、车站街道、五里墩街道、五星街道、湖东街道、南湾街道、金牛山街道、双井街道、李家寨镇、吴家店镇、东双河镇、董家河镇、浉河港镇、游河镇、谭家河乡、柳林乡和十三里桥乡。

## 人口
根據第七次人口普查數據，截至2020年11月1日零時，溮河區常住人口64.01萬人。

## 交通
- 京广铁路：信阳站